# Винично
Винично је насељено место у саставу општине Високо у Вараждинској жупанији, Хрватска. До територијалне реорганизације у Хрватској налазило се у саставу старе општине Нови Мароф.

## Становништво
На попису становништва 2011. године, Винично је имало 277 становника.

## Попис1991.
На попису становништва 1991. године, насељено место Винично је имало 285 становника, следећег националног састава:
| Попис 1991.‍ | Попис 1991.‍ | Попис 1991.‍ | Попис 1991.‍ | Попис 1991.‍ |
| ----------- | ----------- | ----------- | ----------- | ----------- |
|             |             |             |             |             |
| Хрвати      | Хрвати      |             | 284         | 99,64%      |
| Мађари      | Мађари      |             | 1           | 0,35%       |
| укупно: 285 |             |             |             |             |